# Violet (Louisiane)
Pour les articles homonymes, voir Violet (homonymie).
Violet est une census-designated place de la paroisse de Saint-Bernard, en Louisiane, aux États-Unis. 